# Zsófia albán fejedelemné
Zsófia fejedelemné (albán Princeshë Sofia vagy Princesha Sofi), születési nevén Sophie Helene Cecilie von Schönburg-Waldenburg, házassága után Sophie zu Wied hercegné (Potsdam, 1885. május 21. – Hidegkút, Románia, 1936. február 3.) a nagyhatalmak által 1914-ben az Albán Fejedelemség uralkodójául kijelölt Vilmos fejedelem felesége. De iure 1914. február 21-étől 1925. január 21-éig volt albán fejedelemné, de Vilmos ténylegesen csak 1914. március 7-e és szeptember 3-a között uralkodott az országban. Dicstelen „hat hónapos uralkodását” követően 1914 szeptemberében menekülni kényszerültek az albán fővárosból, Durrësból, és soha többet nem léptek albán földre.

## Életútja
Potsdamban született, Victor von Schönburg-Waldenburg herceg (1856–1888) és a román hercegi családból származó Lucia von Sayn-Wittgenstein-Berleburg (1859–1903) gyermekeként. Anyai részről távoli ősei közé tartoztak az Albániából elszármazott nemesi Gjika/Ghica család tagjai. Apját kisgyermekként, anyját pedig tizennyolc éves korában veszítette el, ezt követően anyai rokonságának romániai, hidegkúti birtokán élt. Képzett énekes és zenész volt, több operaművet komponált. Már hidegkúti évei során közeli ismeretségbe került Erzsébet román királynéval, és végül az ő révén ismerkedett meg leendő férjével, Wilhelm zu Wied herceggel. 1906. november 30-án keltek egybe a Schönburgok szászországi birtokán, Waldenburgban. Frigyükből két gyermek született: Mária Eleonóra (1909–1956) és Károly Viktor herceg (1913–1973).

### Az Albán Fejedelemség uralkodónőjeként
Az 1912. október 8-án kitört első Balkán-háborúban Szerbia, Montenegró és Görögország csapatai elfoglalták az addig az Oszmán Birodalomhoz tartozó albán lakta területek nagy részét. A nagyhatalmak által a válság megoldásaként kezdeményezett londoni nagyköveti konferencia 1913. július 29-én ratifikálta Albánia statútumát, amely a függetlennek elismert állam belső szervezeti felépítéséről és szabályozásáról rendelkezett. Ezzel az aktussal hivatalosan is megszületett a független, örökletes Albán Fejedelemség. A nagyhatalmak Zsófia eredetileg esélytelennek ítélt férjét, Wilhelm zu Wiedet jelölték az Albán Fejedelemség trónjára. Eredetileg valószínűleg Wied apai nagynénje, Zsófia barátnője, Erzsébet román királyné fejéből pattant ki az ötlet, hogy kedvenc unokaöccsét ajánlja az albán trónra. Amikor 1913 októberében Wiedet tájékoztatták a jelöltségéről, ő maga sem fogadta nagy lelkesedéssel az ötletet, és végül ambiciózus és erős akaratú felesége, Zsófia rábeszélésének engedve 1914. február 6-án hivatalosan is elfogadta jelöltségét.
1914. február 21-én a leendő Vilmos fejedelem és felesége, Zsófia neuwiedi családi kastélyukban fogadták a koronát felajánló albán küldöttséget, s ezzel az aktussal hivatalosan is az Albán Fejedelemség uralkodói lettek. A fejedelmi pár 1914. március 7-én délután két órakor, az osztrák–magyar Taurus kerekes gőzös fedélzetén érkezett meg az albániai Durrësba, ahol nagy ovációval, egy hétig tartó össznépi vigalommal fogadták őket. A város korábbi török kormányzójának rezidenciája már január óta átalakítás alatt állt, hogy a fejedelmi pár méltó palotában rendezkedhessen be az albán fővárosban. Az első két hónapban békésnek és gondtalannak mutatkozott a fejedelmi udvar élete. Zsófia Vilmossal együtt délelőtt kilenckor fogyasztotta el reggelijét, a délutáni teázást követően pedig sétát tett a palota kertjében vagy fegyveres-kutyás kísérettel a városban. Az este nyolckor elköltött vacsorát követően Zsófia gyakran zenével vagy énekkel szórakoztatta az udvart, majd nyugovóra tért. Hetente kétszer-háromszor Vilmos és Zsófia lovas csendőri védőkísérettel kilovagoltak. Edith Durham, az országban tartózkodó albanológus szerint a „fejedelemasszony minden gondolata a jótékonykodás körül forog, virágcsokrokat és kitüntetéseket osztogat a sebesülteknek, és helyi motívumokkal borított tarka ingeket hímez.”
Valójában a fejedelem kormánya hathatós politikai támogatás és pénzügyi segítség nélkül folyamatos ostromállapotban volt, a társadalmi elmaradottság és a különféle politikai érdekek mentén széttöredezett albánság állami létében számottevő gazdasági és infrastrukturális kihívással kényszerült szembenézni. Dél-Albániában még érkezésük előtt görög támogatással kikiáltották az Észak-epiruszi Autonóm Köztársaságot, májustól pedig az egyre hevesebb közép-albániai felkelés szorította be Vilmost és kormányát Durrës városába. A helyzet 1914 nyarára tarthatatlanná vált, s augusztus 22-én előbb gyermekeiket küldték haza a németországi Waldenburgba, majd 1914. szeptember 3-án reggel hét órakor Vilmos és Zsófia is elhagyta Albániát.

### Albánia elhagyása után
Miután Vilmos formálisan soha nem mondott le az albán koronáról – bár az országba soha többé nem tértek vissza –, az Albán Köztársaság 1925. január 21-ei kikiáltásáig de iure Zsófia maradt az albán fejedelemné. Albániából való 1914. szeptemberi menekülésük után Waldenburgban telepedtek le. Vilmos katonaként szolgálta végig az első világháborút, majd Waldenburgban folytatták az életüket. 1925-ben a hidegkúti birtokon telepedtek le. Zsófia itt halt meg ötvenéves korában, 1936. február 3-án.